# Keystone XO-15
El Keystone XO-15 fue un prototipo de avión de observación estadounidense, construido por la Keystone Aircraft Corporation para el Cuerpo Aéreo del Ejército de los Estados Unidos. Voló por primera vez en 1930, sólo fue construido un único prototipo.

## Operadores
Estados Unidos
- Cuerpo Aéreo del Ejército de los Estados Unidos

## Especificaciones
Referencia datos: Army

### Características generales
- Tripulación: Dos
- Longitud: 8,2 m (27 ft)
- Envergadura: 11,3 m (37,2 ft)
- Altura: 3 m (9,8 ft)
- Peso vacío: 805,6 kg (1775,5 lb)
- Peso cargado: 1142,2 kg (2517,3 lb)
- Planta motriz: 1× motor radial de 9 cilindros refrigerado por aire Wright R-790.
  - Potencia: 176 kW (243 HP; 239 CV)

### Rendimiento
- Velocidad nunca excedida (Vne): 191,5 km/h (119 MPH; 103 kt)
- Velocidad crucero (Vc): 152,9 km/h (95 MPH; 83 kt)
- Techo de vuelo: 5677 m (18 625 ft)

### Armamento
- Ametralladoras: 

  - 2 de 7,62 mm

## Aeronaves relacionadas

### Aeronaves similares
- Douglas XO-14

### Secuencias de designación
- Secuencia O-_ (Aviones de Observación del USAAC/USAAF, 1924-1942): ← O-12 - O-13 - O-14 - O-15 - O-16 - O-17 - O-18 →